# Yousra Helmy
Yousra Ashraf Helmy Abdulraziq (Arabisch: يسرى•أشرف حلمي عبد الرازق; Caïro, 3 december 1995) is een Egyptisch professioneel tafeltennisster. Zij speelt rechtshandig met de shakehandgreep.
Zij vertegenwoordigde haar land op de Olympische Zomerspelen 2016 en 2020⁣, maar won daar geen medailles.
Helmy is een dochter van Olympisch tafeltennissers Ashraf Helmy en Nihal Meshref. Haar nicht Dina Meshref nam ook deel aan Olympische tafeltennistoernooien.